# Vojtěch Christov
Vojtěch Christov, né le 16 mars 1945 à Vranov nad Topl'ou, est un ancien arbitre tchécoslovaque de football. Il débuta en 1974, fut international dès 1976 et arrêta en 1992. Il est surtout connu pour avoir été l'arbitre de la finale France-Espagne à l'Euro 1984.

## Carrière
Il a officié dans des compétitions majeures  : 
- Coupe d'Europe des vainqueurs de coupe de football 1979-1980 (finale Valence CF-Arsenal FC 0-0 tab 5-4)
- JO 1980 (1 match)
- Coupe du monde de football de 1982 (match d'ouverture et arbitre assistant lors de la finale)
- Euro 1984 (2 matchs dont la finale)
- Coupe du monde de football de 1986 (1 match)